# 故障檢測和隔離
故障檢測和隔離（Fault detection and isolation，FDI）是控制工程中的子領域，主要是監控系統，在故障發生時可以識別，並且準確指出故障的種類以及出現位置。有兩種進行故障檢測和隔離的作法：針對感測器故障時訊號的直接的模式識別，或者是根據特定模型推導感測器的理想值，再去分析感測器讀值以及理想值的差異程度。以後者而言，若偏差值超過一定範圍，就會認為有偵測到故障。接下來的故障隔離工作是確認是哪一種的故障，以及故障出現機械的哪個位置。故障檢測和隔離一般會分為兩類：以模型為基礎的故障檢測和隔離，以及以信號處理為基礎的故障檢測和隔離。

## 以模型為基礎的FDI

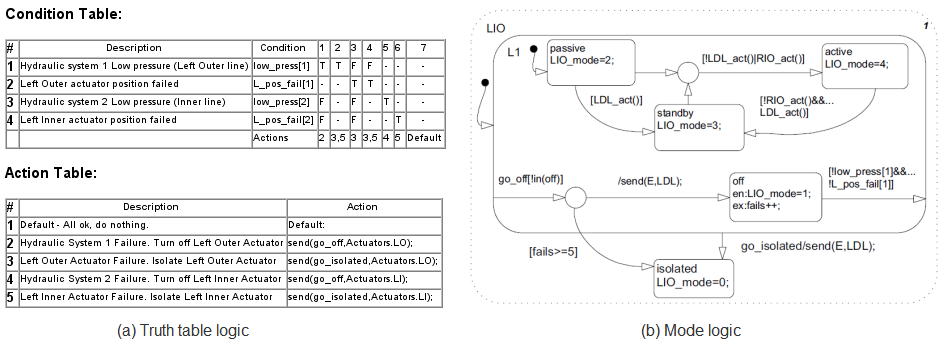
飛機提昇控制系統的模型基礎FDI邏輯範例

在以模型為基礎的FDI中，會有一些系統的模型來判斷系統是否有出現故障。系統可能是数学模型，也可能是知識為基礎的系統。以模型為基礎的FDI技術包括估測器為基礎的方法（observer-based approach）、奇偶空間方法（parity-space approach）、以及以參數識別為基礎的方法。也有其他以模型為基礎的FDI，稱為集合成員方法（set-membership methods）。這種方式在特定條件下可以確保偵測到故障，主要的差異是這些作法不去找最可能的模型，而是根據資料，刪除掉和資料不相容的模型。
右圖中的例子是飛機提昇控制系統的模型基礎FDI邏輯，其中有真值表以及狀態表。真值表描述控制器在偵測到錯誤時的反應，狀態表定義控制器如何在各致動器的不同運作條件（被動、主動、待命、停機及隔離）之間切換。例如假如液壓系統1偵測到故障，真值器會送一個事件到狀態表，說明左邊內側的致動器應該關閉。模型基礎FDI有一個好處：反應的控制器也可以接到液體控制器的連續時間模型中，研究其切換時的暫態。

## 以信號為基礎的FDI
在信號處理基礎的FDI中，會有針對量測數據進行數學或是統計學的處理，或是利用量測值訓練類神經網路，以淬取出有關故障的資訊。
時域反射計是信號處理基礎FDI很好的範例，信號從纜線及電線中載下來，再將反射訊號和原訊號比較，以確認是否有故障。而擴頻時域反射計是將擴頻訊號從纜線上載下來，以偵測纜線是否有錯誤。也有一些聚類方法可以識別新的故障，並且將信號分割成正常訊號以及異常訊號 。

## 機器故障診斷
機器故障診斷是机械工程的領域之一，著重於找出機器中的故障。其中針對旋轉機械的部份發展的相當完善，而旋轉機械也是很常接觸到的機械種類。若要識別最可能造成失效的故障，會用許多方式來收集資料，這些方式包括振动監控、熱影像、油粒子分析等。而處理資料的方式有谱密度分析、小波分析、小波轉換、短時距傅立葉變換、Gabor展開，維格納準概率分佈（WVD）、倒頻譜、bispectrum、相關法、高解析度頻譜分析、波形分析（時域下的，因為頻譜分析只關注頻率分析，不考慮相位資訊）等。這些分析的結果會用在根本原因失效分析中，用來確認失效的根本原因。例如診斷到軸承故障，很可能軸承不是在一開始安裝時就損壞，而是因為其他安裝問題（例如沒有對正）才讓軸承損壞。診斷軸承損壞的情形不足以進行精確的維護。需要找出真因並且補救。若沒有找到真因，只單純更換軸承，換上去的軸承一段時間後也會損壞，機器的受損會更嚴重，也更加危險。透過資料收集時的頻譜分析，有可能就可以找到原因，不過也有可能還需要其他的資訊配合。
最常見檢測故障的技術是時間-頻率分析技術。針對旋轉機械，其機械的轉速（一般會表示為每分鐘轉速RPM）不會是定值，尤其是在機械啟動及停機時的變化更大。即使機械是穩態運轉，其轉速會在穩態平均值附近小幅變化，變化幅度依負載和其他因素而變。因為旋轉機械中採集的聲音及其他振動訊號和其轉速有明顯的關連性，因此可以說這些訊號在其本質上就是時變的。這些時變訊號中包括機械故障的特徵，而如何提取及詮釋這些特徵，在研究及產業應用上就格外重要了。
快速傅里叶变换（FFT）或是傅里叶变换是最常見的信號分析技術。傅里叶变换以及反傅里叶变换提供了二個研究訊號的觀點：時域觀點以及頻域觀點。以快速傅里叶变换為基礎的時間訊號頻譜可以看出存在哪些頻率分量。在研究其大小及相位關係後，可以得到許多不同的資訊，例如谐波、边带、拍频、軸承故障頻率等。不過快速傅里叶变换只適用於頻率成份不會隨時間變化的情形。而旋轉機械的聲音和振動訊號常常是時變的。因此，以快速傅里叶变换為基礎的頻譜就不適合分析頻率成份隨時間變化的情形。更具體一點，若機械的每分鐘轉速在啟動時增加，或是在停機時減少，其FFT頻譜的頻寬會比穩態時會寬廣許多，此時，頻譜中的谐波成份就不容易識別了。
用在機器故障診斷的時間-頻率分析技術可以分為二類：線性法以及平方法。二種方式的差異是線性轉換可逆，可以重建時間訊號，因此更適合用在信號處理中（例如減噪及時變濾波）。平方法描述了信號在某時間-頻率聯合域中的能量分佈、可以用在信號特徵的分析、分類及檢測上，但是平方法無法保留相位的資訊，也無法重建時域訊號及其歷史資訊。
短時距傅立葉變換（STFT）及加伯轉換是二種常用在線性時間-頻率分析法的演算法。若將線性時間-頻率分析法視為是傳統快速傅里叶变换的進化版，平方法可以視為是功率頻譜的進化版。平方演算法包括Gabor譜圖（Gabor spectrogram）、Cohen's class及適應性譜圖。時間-頻率分析法的主要優點是可以找到頻率變化的模式，一般也表示信號的特性。只要識別出這種模式，也就可以識別出相關的故障。另一個用途是可以用時變濾波器過濾波掉特定的頻率成份。

## 強健故障診斷
在實務上，模型的不確定性以及量測訊號的雜訊都會使故障檢測和隔離更加困難。
因為使用故障診斷，以合理成本的方式符合工業需求，並且在不需更多投資的情形下減少維修成本，都需要有一個有效的框架來加以應用。這是維護，修理和操作的主題，以下是一些方法：
- 基於狀態的維護（英语：Condition-based maintenance）
- 計劃性維修（英语：Planned maintenance）
- 預防性維修
- 糾正性維護（不進行診斷）
- 集成車輛健康管理系統（英语：Integrated vehicle health management）

## 配合人工智慧的故障檢測和隔離

### 針對故障檢測和隔離的機器學習技術
在故障檢測和診斷中，有些數學分類模型其實是屬於監督式學習法，會利用有標籤的資料集組成的訓練集來分析，目的是要準確的識別冗餘、故障以及異常的樣本。在過去數十年來，在研究領域中已發展了許多的分類法預處理模型。第k最近鄰居法 （kNN）是用來處理故障檢測和診斷問題的技術中，最古老的技術之一。這個以案例為基礎的演算法有簡單的邏輯，但若用在大量的資料集中，會有大量維度及處理時間的問題因為第k最近鄰居法不會自動提取特徵，為了避免维数灾难，常會配合一些資料預處理的技巧，像是主成分分析（PCA）、線性判別分析（LDA）或典型相关分析（CCA）等，以得到較好的表現。在許多工業的應用中，已將第k最近鄰居法的效果和其他方式相比對，特別是和較複雜的方式比對（例如此領域常使用的支持向量机）。支持向量机因為利用了內核方法進行適當的非線性映射，一般而言的效果都相當好，就算訓練集不多時也是如此。不過通用支持向量机和第k最近鄰居法類似，也沒有自動特徵提取功能，因此也要配合資料預處理技術一起進行。支持向量机的另一個缺點是它對初始條件的高度敏感，特別是對內核方法的初始條件，因此在每一次提供資料集時，需要先進行參數調整的程序。因此當支持向量机用在故障檢測和診斷問題時，其訓練階段的慢速也是一個很大的限制。

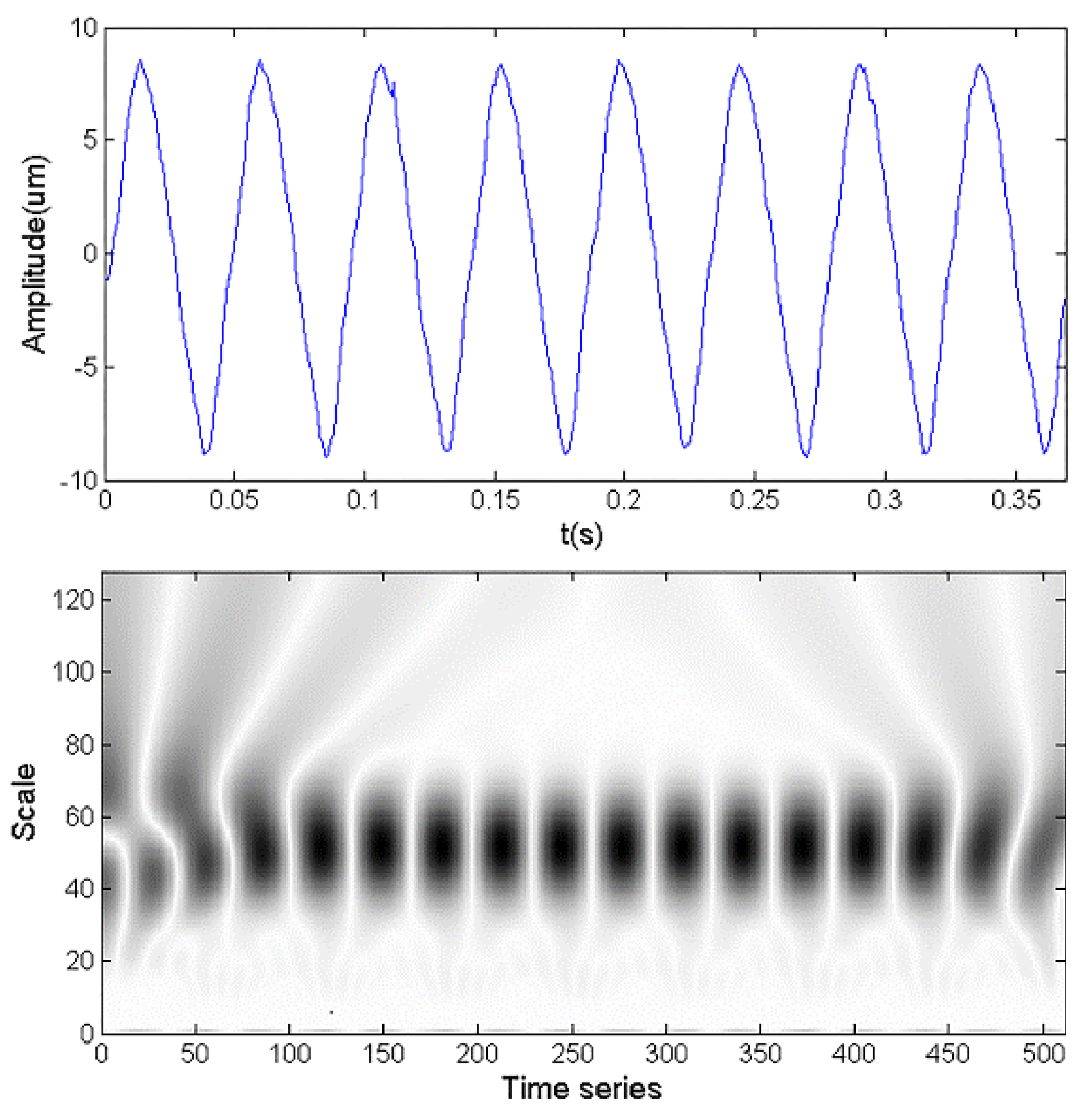
正常信號的時域波形（上方）及其CWTS（下方）

在故障檢測和診斷的數學分類模型中，人工神经网络（ANN）是最成熟，也最多人使用的方法。人工神经网络的特點是針對複雜關係（故障檢測和診斷問題中的關係常常很複雜）的高效自我學習能力，而且容易操作。另一個人工神经网络的優點是會將不相關的特點給予很小的權重，因此會自動進行特徵的提取，讓系統不需要另外處理特徵提取的功能。不過人工神经网络會有針對訓練集過適的問題，系統過度的針對訓練集進行優化，因此在訓練集有很好的結果，而針對驗證集的精確度反而不佳。因此會在人工神经网络中加入正規化項及先驗知識，以避免過適問題，也讓系統的性能更好。
一般來說，幾種支持向量机及人工神经网络模型（例如反向传播算法及多层感知器）已在一些產業的故障檢測和診斷上有不錯的成果，這些應用像是变速器、机械部組（也就是轴承)、压缩机、風力發動機及燃氣渦輪發動機及鋼板等。

### 針對故障檢測和隔離的深度學習技術

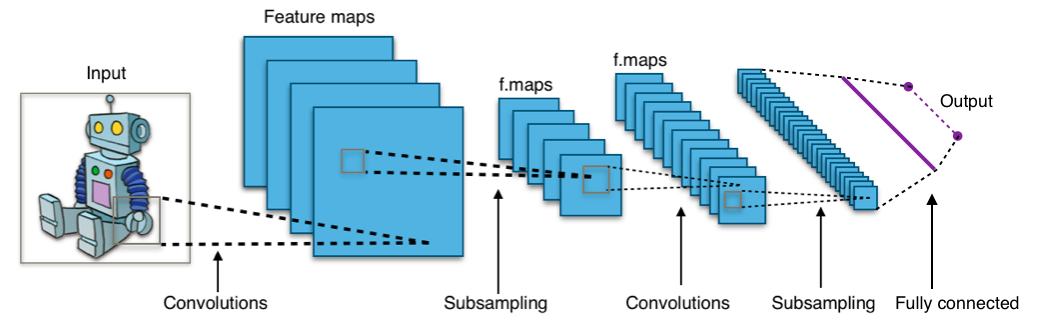
典型卷積類神經網路的架構

隨著人工神經網路的研究進展，以及使用複雜層次的深度学习演算法的發明，已經發展了新穎的分類模型來處理故障檢測及診斷的任務。
大部份的淺學習模式會從信號中提取一些特徵值，因此和原來信號相比，會有維度縮減的情形。連續小波轉換的小波量值圖再配合卷积神经网络，可以直接分類成正常的案例及異常的案例。這類的技術避免了忽略重要故障訊息的問題，在故障檢測及診斷上的性能也有提昇。
此外，透過將信號轉換為影像的建構過程，可以用卷积神经网络，透過振動影像的特徵來識別故障的信號。
深度信念网络、受限玻尔兹曼机及自编码也是深度学习的架構，也已成功的用在此研究領域中。和机器学习比較，因為机器学习的深度架構，可以從資料集中學到更複雜的結構，不過為了有較高的準確性，也需要較多的取樣和較長的運算時間。